# Pico El Yunque
Pico El Yunque es una montaña se encuentra completamente dentro de los límites del Bosque Nacional El Yunque, en  Puerto Rico, que forma parte de los espacios protegidos por el Servicio Forestal de los Estados Unidos, y es el único bosque local que pertenece a dicha organización. El propio pico es uno de los más altos en Puerto Rico y se eleva sobre los 1.080 metros (3543 pies) sobre el nivel del mar. El pico está casi siempre cubierto de neblina suave y, debido a su alta humedad, una lluvia rápida a veces cae durante algunas tardes.